# Cruz Quebrada-Dafundo
Cruz Quebrada-Dafundo era una freguesia portuguesa del municipio de Oeiras, distrito de Lisboa.

## Historia
Fue suprimida el 28 de enero de 2013, en aplicación de una resolución de la Asamblea de la República portuguesa promulgada el 16 de enero de 2013 al unirse con las freguesias de Algés y Linda-a-Velha, formando la nueva freguesia de Algés, Linda-a-Velha e Cruz Quebrada-Dafundo.
Dafundo fue famoso por su playa, que era un elegante destino turístico, a finales del  siglo XIX. Eça de Queirós habla de Dafundo en varios de sus libros, siempre como sitio de buenos aires, donde se iba a comer, beber y "las españolas":
- – Ainda ontem eu lhe dizia: «Você parte para o Dafundo, leva os seus papéis, os seus documentos... Pela manhã dá os seus passeios, respira o bom ar... […]» – “Os Maias”, cap. VI.

- – Quando penso que aquela desavergonhada vem a minha casa! Uma criatura que tem mais amantes que camisas, que anda pelo Dafundo em troças, que passeava nos bailes, este ano, de dominó, com um tenor! A mulher do Zagalão, um devasso que falsificou uma letra! – “O Primo Basílio”, cap. II.

## Patrimonio
- Acuario Vasco de Gama.
- Casa de Archer de Lima o “Chalet Petit Auberge”.
- Facultad de Motricidad Humana de la Universidad Técnica de Lisboa.
- Puente del siglo XVII sobre el Río Jamor.
- Palacete de Santa Sofía.
- Quinta y Palacio de S. Mateus.